# Episema glaucinoides
Episema glaucinoides là một loài bướm đêm trong họ Noctuidae.